# Tadas Labukas
Tadas Labukas (ur. 10 stycznia 1984 w Kłajpedzie) – litewski piłkarz występujący na pozycji napastnika. 